# Pierre Varignon
Pierre Varignon, född 1654 i Caen, död den 23 december 1722 i Paris, var en fransk matematiker och fysiker.
Verignon, som var jesuit, blev professor i matematik 1688 vid Collège Mazarin och 1704 vid Collège de France. Från 1688 var han ledamot av Franska vetenskapsakademien. På mekanikens område intog Varignon ett betydande rum genom sina arbeten om, hur krafter kan sammansättas och upplösas. Hans främsta verk är Projet d'une nouvelle mécanique (1687), Éclaircissements sur l'analyse des infiniment petits (1725) och Nouvelle mécanique ou statique (samma år).